# Canton de Chablis
Le canton de Chablis est un canton français du département de l'Yonne.

## Histoire
- 15 Vendémiaire de l'an IX : par arrêté consulaire, Chablis est le chef-lieu de 3e canton du Ier arrondissement de l'Yonne.

- De 1833 à 1848, les cantons de Chablis et de Ligny avaient le même conseiller général. Le nombre de conseillers généraux était limité à 30 par département[5].

- 1860 : Chablis est le chef-lieu du 3e canton du Ier arrondissement du département de l'Yonne. Les communes faisant partie de ce canton sont : Aigremont, Beines, Chablis, Chemilly-sur-Serein, Chitry, Chichée, Courgis, Fontenay-près-de-Chablis, Fyé, Lichères, Milly, Poinchy, Préhy, Saint-Cyr-les-Colons[6].

- À la suite du redécoupage cantonal de 2014, les limites territoriales du canton sont remaniées. Le nombre de communes du canton passe de 11 à 62.

## Représentation

### Conseillers d'arrondissement (de 1833 à 1940)
| Période                                  | Période           | Identité                                                   | Étiquette           | Qualité |
| ---------------------------------------- | ----------------- | ---------------------------------------------------------- | ------------------- | --- |
| 1833                                     | 1834 (annulation) | Pierre Victor Poulain                                      |                     | Notaire à Chablis                                                                                           |
| 1834                                     | 1835 (annulation) | Louis Jean-Baptiste Siméon Victoire de Gislain (1788-1849) |                     | Juge de paix à Chablis                                                                                      |
| 1835                                     | 1836              | Pierre Victor Poulain                                      |                     | Notaire à Chablis                                                                                           |
| 1836                                     | 1848              | Louis Jean-Baptiste Siméon Victoire de Gislain             |                     | Juge de paix à Chablis                                                                                      |
| 1848                                     | 1852              | siège vacant                                               |                     | |
| 1852                                     | 1870              | Brice Jules Adolphe Jacquillat (1812-1885)                 |                     | Propriétaire, maire de Chemilly                                                                             |
| 1870                                     | 1877              | Louis Démosthène Raveneau                                  |                     | Notaire à Chablis                                                                                           |
| 1877                                     | 1883              | Joseph Moreau-Ducard                                       | Républicain         | Commissionnaire en vins à Chablis                                                                           |
| 1883                                     | 1901              | Paul Gautherin (1837-1915)                                 |                     | Docteur-médecin à Chablis                                                                                   |
| 1901                                     | 1907              | Justin Choquenot                                           |                     | Propriétaire viticulteur à Chablis                                                                          |
| 1907                                     | 1913              | Achille Petit                                              | Républicain radical | Maire de Chitry                                                                                             |
| 1913                                     | 1915              | Albert Gros                                                |                     | Propriétaire-cultivateur et marchand de bois Maire de Lichères-près-Aigremont (1903-1925)                   |
| 1915                                     | 1919              | siège vacant                                               |                     | |
| 1919                                     | 1931              | Henri Billaud (1874-1953)                                  | Républicain         | Viticulteur à Chablis                                                                                       |
| 1931                                     | 1934              | Georges Jussot                                             | Démocrate radical   | Notaire à Chablis Destitué en 1934                                                                          |
| 1934                                     | 1940              | Eugène Picq-Bidault (1870-1953)                            |                     | Marchand de grains et vigneron à Chichée                                                                    |
| 1940                                     |                   |                                                            |                     | Les conseils d'arrondissement ont été suspendus par la loi du 12 octobre 1940 et n'ont jamais été réactivés |
| Les données manquantes sont à compléter. |                   |                                                            |                     | |

### Conseillers généraux de 1833 à 2015
| Période | Période           | Identité                                      | Étiquette          | Qualité |
| ------- | ----------------- | --------------------------------------------- | ------------------ | --- |
| 1833    | 1834 (annulation) | Louis Thomassin                               |                    | Propriétaire à Chablis Conseiller d'arrondissement                                                                     |
| 1834    | 1836              | Pierre Victor Poullain (1791-1862)            |                    | Notaire vérificateur à Chablis                                                                                         |
| 1836    | 1848              | Louis-Etienne Rabé (1788-1876)                |                    | Juge de paix du canton de Ligny-le-Châtel, à Maligny                                                                   |
| 1848    | 1852 (décès)      | Benoît Frédéric Léon, Baron Muguet de Varange |                    | Propriétaire à Chemilly-sur-Serein                                                                                     |
| 1852    | 1867              | Léon Guérin de Vaux (1808-1896)               |                    | Procureur à Versailles puis juge au Tribunal de première instance de Paris Propriétaire à Versailles                   |
| 1867    | 1871              | Edme-Alfred Rathier (1816-1895)               | Républicain        | Propriétaire Maire de Sarry                                                                                            |
| 1871    | 1880              | Comte Armand de Villeneuve-Guibert            | Droite légitimiste | Propriétaire à Chemilly-sur-Serein                                                                                     |
| 1880    | 1909 (décès)      | Jules Folliot (1841-1909)                     | Rad.               | Négociant à Chablis Président du conseil général (1900-1909)                                                           |
| 1909    | 1915 (décès)      | Hector Bezançon (1879-1915)                   | Rad.               | Avocat à la Cour d'appel, Paris Mort pour la France le 7 novembre 1915 en Grèce                                        |
| 1915    | 1925              | Albert Gros                                   |                    | Propriétaire-cultivateur et marchand de bois Maire de Lichères-près-Aigremont (1903-1925), conseiller d'arrondissement |
| 1925    | 1940              | Jules Boitot (1868-1941)                      | Rad.               | Marchand de vin, rentier Maire de Chablis                                                                              |
|         |                   |                                               |                    | |
| 1945    | 1979              | Louis Protat (1908-1992)                      | MRP puis DVD       | Assureur-conseil Maire de Chablis (1944-1966 et 1971-1977)                                                             |
| 1979    | 1992              | François Raveneau (1921-2000)                 | UDF                | Viticulteur à Chablis, ancien résistant                                                                                |
| 1992    | 1998 (démission)  | Georges Maingonat                             | SE                 | Instituteur, directeur d'école Maire de Chablis (1977-1998)                                                            |
| 1998    | 2015              | Patrick Gendraud                              | UDI (NC)           | Chef d'entreprise Ancien maire de Courgis (1989-2001) Maire de Chablis (2001-2017)                                     |

### Conseillers départementaux depuis 2015
| Période élective | Période élective | Mandat | Mandat        | Identité          | Nuance | Nuance | Qualité |
| ---------------- | ---------------- | ------ | ------------- | ----------------- | ------ | ------ | --- |
| 2015             | 2021             | 2015   | 2021          | Sylvie Charpignon |        | DVD    | Commerçante, Maire de Santigny |
| 2015             | 2021             | 2015   | 2021          | Patrick Gendraud  |        | LR     | Ancien Maire de Chablis, Ancien Président de la Communauté de communes du Pays chablisien Président du Conseil Départemental depuis 2017 |
| 2021             | 2028             | 2021   | en cours      | Sylvie Charpignon |        | DVD    | Conseillère sortante |
| 2021             | 2028             | 2021   | 1er janv.2025 | Patrick Gendraud  |        | DVD    | Conseiller sortant, Président du conseil départemental Décédé en fonction                                                                |
| 2021             | 2028             | 2025   | en cours      | Philippe Lardin   |        | DVD    | Maire de Pasilly |

Patrick Gendraud a quitté l'UDI en 2017, et rejoint LR.
Patrick Gendraud a quitté Les Républicains en décembre 2022.

### Résultats détaillés

#### Élections de mars 2015
À l'issue du 1er tour des élections départementales de 2015, deux binômes sont en ballottage : Sylvie Charpignon et Patrick Gendraud (Union de la Droite, 45,53 %) et Charles Berthollet et Alexandra Lafaye (FN, 34,12 %). Le taux de participation est de 55,59 % (7 249 votants sur 13 040 inscrits) contre 51,97 % au niveau départemental et 50,17 % au niveau national.
Au second tour, Sylvie Charpignon et Patrick Gendraud (Union de la Droite) sont élus avec 62,59 % des suffrages exprimés et un taux de participation de 54,61 % (3 997 voix pour 7 128 votants et 13 053 inscrits).

#### Élections de juin 2021
Le premier tour des élections départementales de 2021 est marqué par un très faible taux de participation (33,26 % au niveau national). Dans le canton de Chablis, ce taux de participation est de 39,47 % (4 915 votants sur 12 451 inscrits) contre 35,12 % au niveau départemental. À l'issue de ce premier tour, deux binômes sont en ballottage : Sylvie Charpignon et Patrick Gendraud (LR, 53,04 %) et Anissa Berraho et Hervé Constans (RN, 24,4 %).
Le second tour des élections est marqué une nouvelle fois par une abstention massive équivalente au premier tour. Les taux de participation sont de 34,36 % au niveau national, 36,29 % dans le département et 38,89 % dans le canton de Chablis. Sylvie Charpignon et Patrick Gendraud (LR) sont élus avec 73,32 % des suffrages exprimés (3 237 voix pour 4 841 votants et 12 447 inscrits),,. 

## Composition

### Composition avant 2015
Le canton de Chablis, d'une superficie de 194 km2, était composé de onze communes.
| Nom                     | Code Insee | Codepostal | Superficie (km2) | Population (dernière pop. légale) | Densité (hab./km2) |
| ----------------------- | ---------- | ---------- | ---------------- | --------------------------------- | ------------------ |
| Chablis (chef-lieu)     | 89068      | 89800      | 38,83            | 2 273 (2012)                      | 59                 |
| Aigremont               | 89002      | 89800      | 6,82             | 76 (2012)                         | 11                 |
| Beine                   | 89034      | 89800      | 21,57            | 552 (2012)                        | 26                 |
| Chemilly-sur-Serein     | 89095      | 89800      | 13,00            | 167 (2012)                        | 13                 |
| Chichée                 | 89104      | 89800      | 18,78            | 348 (2012)                        | 19                 |
| Chitry                  | 89108      | 89530      | 15,20            | 367 (2012)                        | 24                 |
| Courgis                 | 89123      | 89800      | 10,04            | 258 (2012)                        | 26                 |
| Fontenay-près-Chablis   | 89175      | 89800      | 5,05             | 138 (2012)                        | 27                 |
| Lichères-près-Aigremont | 89224      | 89800      | 16,37            | 167 (2012)                        | 10                 |
| Préhy                   | 89315      | 89800      | 14,00            | 137 (2012)                        | 9,8                |
| Saint-Cyr-les-Colons    | 89341      | 89800      | 34,77            | 432 (2012)                        | 12                 |

### Composition depuis 2015
Lors du redécoupage de 2014, le canton de Chablis comprenait soixante-deux communes entières.
À la suite de la création de la commune nouvelle de Guillon-Terre-Plaine au 1er janvier 2019, le canton comprend désormais cinquante-huit communes entières.
| Nom                             | Code Insee | Intercommunalité                | Superficie (km2) | Population (dernière pop. légale) | Densité (hab./km2) | Modifier                                    |
| ------------------------------- | ---------- | ------------------------------- | ---------------- | --------------------------------- | ------------------ | ------------------------------------------- |
| Chablis (bureau centralisateur) | 89068      | CC Chablis Villages et Terroirs | 38,83            | 2 151 (2022)                      | 55                 | modifier les données · modifier les données |
| Aigremont                       | 89002      | CC Chablis Villages et Terroirs | 6,82             | 71 (2022)                         | 10                 | modifier les données · modifier les données |
| Angely                          | 89008      | CC du Serein                    | 8,62             | 152 (2022)                        | 18                 | modifier les données · modifier les données |
| Annay-sur-Serein                | 89010      | CC du Serein                    | 27,00            | 203 (2022)                        | 7,5                | modifier les données · modifier les données |
| Annoux                          | 89012      | CC du Serein                    | 8,97             | 84 (2022)                         | 9,4                | modifier les données · modifier les données |
| Beine                           | 89034      | CC Chablis Villages et Terroirs | 21,57            | 444 (2022)                        | 21                 | modifier les données · modifier les données |
| Béru                            | 89039      | CC Chablis Villages et Terroirs | 5,17             | 75 (2022)                         | 15                 | modifier les données · modifier les données |
| Bierry-les-Belles-Fontaines     | 89042      | CC du Serein                    | 26,90            | 154 (2022)                        | 5,7                | modifier les données · modifier les données |
| Blacy                           | 89043      | CC du Serein                    | 9,06             | 99 (2022)                         | 11                 | modifier les données · modifier les données |
| Carisey                         | 89062      | CC Chablis Villages et Terroirs | 11,29            | 375 (2022)                        | 33                 | modifier les données · modifier les données |
| Censy                           | 89064      | CC du Serein                    | 4,86             | 54 (2022)                         | 11                 | modifier les données · modifier les données |
| La Chapelle-Vaupelteigne        | 89081      | CC Chablis Villages et Terroirs | 5,04             | 92 (2022)                         | 18                 | modifier les données · modifier les données |
| Châtel-Gérard                   | 89092      | CC du Serein                    | 30,67            | 199 (2022)                        | 6,5                | modifier les données · modifier les données |
| Chemilly-sur-Serein             | 89095      | CC Chablis Villages et Terroirs | 13,00            | 134 (2022)                        | 10                 | modifier les données · modifier les données |
| Chichée                         | 89104      | CC Chablis Villages et Terroirs | 18,78            | 299 (2022)                        | 16                 | modifier les données · modifier les données |
| Chitry                          | 89108      | CA de l'Auxerrois               | 15,20            | 348 (2022)                        | 23                 | modifier les données · modifier les données |
| Courgis                         | 89123      | CC Chablis Villages et Terroirs | 10,04            | 241 (2022)                        | 24                 | modifier les données · modifier les données |
| Étivey                          | 89161      | CC du Serein                    | 28,02            | 186 (2022)                        | 6,6                | modifier les données · modifier les données |
| Fleys                           | 89168      | CC Chablis Villages et Terroirs | 8,17             | 175 (2022)                        | 21                 | modifier les données · modifier les données |
| Fontenay-près-Chablis           | 89175      | CC Chablis Villages et Terroirs | 5,05             | 136 (2022)                        | 27                 | modifier les données · modifier les données |
| Fresnes                         | 89183      | CC du Serein                    | 4,97             | 62 (2022)                         | 12                 | modifier les données · modifier les données |
| Grimault                        | 89194      | CC du Serein                    | 23,77            | 111 (2022)                        | 4,7                | modifier les données · modifier les données |
| Guillon-Terre-Plaine            | 89197      | CC du Serein                    | 48,49            | 712 (2022)                        | 15                 | modifier les données · modifier les données |
| L'Isle-sur-Serein               | 89204      | CC du Serein                    | 4,44             | 664 (2022)                        | 150                | modifier les données · modifier les données |
| Jouancy                         | 89207      | CC du Serein                    | 5,94             | 28 (2022)                         | 4,7                | modifier les données · modifier les données |
| Lichères-près-Aigremont         | 89224      | CC Chablis Villages et Terroirs | 16,37            | 156 (2022)                        | 9,5                | modifier les données · modifier les données |
| Lignorelles                     | 89226      | CC Chablis Villages et Terroirs | 11,55            | 186 (2022)                        | 16                 | modifier les données · modifier les données |
| Ligny-le-Châtel                 | 89227      | CC Chablis Villages et Terroirs | 27,48            | 1 211 (2022)                      | 44                 | modifier les données · modifier les données |
| Maligny                         | 89242      | CC Chablis Villages et Terroirs | 22,28            | 780 (2022)                        | 35                 | modifier les données · modifier les données |
| Marmeaux                        | 89244      | CC du Serein                    | 10,76            | 84 (2022)                         | 7,8                | modifier les données · modifier les données |
| Massangis                       | 89246      | CC du Serein                    | 43,35            | 337 (2022)                        | 7,8                | modifier les données · modifier les données |
| Méré                            | 89250      | CC Chablis Villages et Terroirs | 11,86            | 168 (2022)                        | 14                 | modifier les données · modifier les données |
| Môlay                           | 89259      | CC du Serein                    | 12,00            | 100 (2022)                        | 8,3                | modifier les données · modifier les données |
| Montigny-la-Resle               | 89265      | CA de l'Auxerrois               | 16,19            | 582 (2022)                        | 36                 | modifier les données · modifier les données |
| Montréal                        | 89267      | CC du Serein                    | 7,41             | 166 (2022)                        | 22                 | modifier les données · modifier les données |
| Moulins-en-Tonnerrois           | 89271      | CC du Serein                    | 15,13            | 108 (2022)                        | 7,1                | modifier les données · modifier les données |
| Nitry                           | 89277      | CC Chablis Villages et Terroirs | 34,70            | 372 (2022)                        | 11                 | modifier les données · modifier les données |
| Noyers                          | 89279      | CC du Serein                    | 35,66            | 590 (2022)                        | 17                 | modifier les données · modifier les données |
| Pasilly                         | 89290      | CC du Serein                    | 9,99             | 50 (2022)                         | 5,0                | modifier les données · modifier les données |
| Pisy                            | 89300      | CC du Serein                    | 12,08            | 80 (2022)                         | 6,6                | modifier les données · modifier les données |
| Poilly-sur-Serein               | 89303      | CC Chablis Villages et Terroirs | 21,28            | 243 (2022)                        | 11                 | modifier les données · modifier les données |
| Pontigny                        | 89307      | CC Chablis Villages et Terroirs | 11,92            | 774 (2022)                        | 65                 | modifier les données · modifier les données |
| Préhy                           | 89315      | CC Chablis Villages et Terroirs | 14,00            | 164 (2022)                        | 12                 | modifier les données · modifier les données |
| Rouvray                         | 89328      | CC Chablis Villages et Terroirs | 7,59             | 368 (2022)                        | 48                 | modifier les données · modifier les données |
| Saint-André-en-Terre-Plaine     | 89333      | CC du Serein                    | 14,26            | 159 (2022)                        | 11                 | modifier les données · modifier les données |
| Saint-Cyr-les-Colons            | 89341      | CC Chablis Villages et Terroirs | 34,77            | 446 (2022)                        | 13                 | modifier les données · modifier les données |
| Sainte-Vertu                    | 89371      | CC du Serein                    | 14,36            | 67 (2022)                         | 4,7                | modifier les données · modifier les données |
| Santigny                        | 89375      | CC du Serein                    | 9,35             | 88 (2022)                         | 9,4                | modifier les données · modifier les données |
| Sarry                           | 89376      | CC du Serein                    | 25,64            | 134 (2022)                        | 5,2                | modifier les données · modifier les données |
| Sauvigny-le-Beuréal             | 89377      | CC du Serein                    | 4,82             | 67 (2022)                         | 14                 | modifier les données · modifier les données |
| Savigny-en-Terre-Plaine         | 89379      | CC du Serein                    | 8,69             | 139 (2022)                        | 16                 | modifier les données · modifier les données |
| Talcy                           | 89406      | CC du Serein                    | 6,88             | 83 (2022)                         | 12                 | modifier les données · modifier les données |
| Thizy                           | 89412      | CC du Serein                    | 5,55             | 184 (2022)                        | 33                 | modifier les données · modifier les données |
| Varennes                        | 89430      | CC Chablis Villages et Terroirs | 10,06            | 330 (2022)                        | 33                 | modifier les données · modifier les données |
| Vassy-sous-Pisy                 | 89431      | CC du Serein                    | 7,45             | 62 (2022)                         | 8,3                | modifier les données · modifier les données |
| Venouse                         | 89437      | CC Chablis Villages et Terroirs | 7,91             | 291 (2022)                        | 37                 | modifier les données · modifier les données |
| Villeneuve-Saint-Salves         | 89463      | CA de l'Auxerrois               | 7,04             | 257 (2022)                        | 37                 | modifier les données · modifier les données |
| Villy                           | 89477      | CC Chablis Villages et Terroirs | 5,84             | 102 (2022)                        | 17                 | modifier les données · modifier les données |
| Canton de Chablis               | 8907       |                                 | 894,89           | 16 177 (2022)                     | 18                 | modifier les données                        |

## Démographie

### Démographie avant 2015

#### Évolution démographique
| 1962  | 1968  | 1975  | 1982  | 1990  | 1999  | 2006  | 2011  | 2012  |
| ----- | ----- | ----- | ----- | ----- | ----- | ----- | ----- | ----- |
| 4 397 | 4 632 | 4 663 | 4 696 | 4 820 | 4 997 | 4 983 | 4 920 | 4 915 |

#### Âge de la population
La pyramide des âges, à savoir la répartition par sexe et âge de la population, du canton de Chablis en 2009 ainsi que, comparativement, celle du département de l'Yonne la même année sont représentées avec les graphiques ci-dessous.
La population du canton comporte 49,8 % d'hommes et 50,2 % de femmes. Elle présente en 2009 une structure par grands groupes d'âge similaire à celle de la France métropolitaine. 
Il existe en effet 104 jeunes de moins de 20 ans pour cent personnes de plus de 60 ans, alors que pour la France l'indice de jeunesse, qui est égal à la division de la part des moins de 20 ans par la part des plus de 60 ans, est de 1,06. L'indice de jeunesse du canton est par contre supérieur à celui  du département (0,87) et à celui de la région (0,84).
| Hommes | Classe d’âge | Femmes |
| ------ | ------------ | ------ |
| 0,3    | 90 ans ou +  | 1,3    |
| 6,9    | 75 à 89 ans  | 11,3   |
| 14,3   | 60 à 74 ans  | 13,6   |
| 20,0   | 45 à 59 ans  | 18,7   |
| 21,7   | 30 à 44 ans  | 21,3   |
| 15,4   | 15 à 29 ans  | 15,6   |
| 21,4   | 0 à 14 ans   | 18,2   |

| Hommes | Classe d’âge | Femmes |
| ------ | ------------ | ------ |
| 0,5    | 90 ans ou +  | 1,4    |
| 7,9    | 75 à 89 ans  | 11,9   |
| 15,5   | 60 à 74 ans  | 15,6   |
| 21,5   | 45 à 59 ans  | 20,7   |
| 19,3   | 30 à 44 ans  | 18,4   |
| 16,3   | 15 à 29 ans  | 15,1   |
| 19,0   | 0 à 14 ans   | 16,9   |

### Démographie depuis 2015
En 2022, le canton comptait 16 177 habitants, en évolution de −4,55 % par rapport à 2016 (Yonne : −1,95 %, France hors Mayotte : +2,11 %).
| 2013   | 2018   | 2022   |
| ------ | ------ | ------ |
| 17 339 | 16 621 | 16 177 |